# Boarmia promota
Boarmia promota är en fjärilsart som beskrevs av Walker 1860. Boarmia promota ingår i släktet Boarmia och familjen mätare. Inga underarter finns listade i Catalogue of Life.